# 공시지가
공시지가(公示地價)는 대한민국의 국토교통부가 토지의 가격을 조사, 감정을 해 공시하는 제도이다. 국토 교통부 장관의 명으로 시행되며 공시한 표준지의 단위 면적당 가격. 양도세ㆍ상속세 따위의 각종 토지 관련 세금의 과세 기준으로, 1989년부터 시행되고 있다.

## 법률 근거
대한민국의 법률인 부동산 가격공시 및 감정 평가에 관한 법률에 따라 공시지가를 조사 평가한다(전문개정 2005. 1. 14, 법률 제7335호).

## 가격 산정
대상이 된 토지의 m2 당 가격으로 나타내게 된다.

## 가격 산정 기준일
공시지가의 가격 산정 기준일은 원칙적으로 당해년도 1월 1일부터 가격 산정이 시작되는데, 대한민국 국토교통부장관은 공시 기준일을 변경할 수 있다.
2000년부터 공시지가 조사를 매년 실시하지 않게 하고, 가격 변동이 거의 없는 지역은 수년에 1번씩만 조사한다.

## 법적성격
행정계획설, 행정규칙설, 사실행위설, 행정행위설 등의 대립이 있으며 판례는 표준지공시지가의 처분성을 인정하고 있다.

### 판례
- 표준지공시지가결정이 위법한 경우에는 그 자체를 행정소송의 대상이 되는 행정처분으로 보아 그 위법 여부를 다툴 수 있음은 물론, 수용보상금의 증액을 구하는 소송에서도 선행처분으로서 그 수용대상 토지 가격 산정의 기초가 된 비교표준지공시지가결정의 위법을 독립한 사유로 주장할 수 있다.[1]
- 시장, 군수, 구청장이 산정하여 한 개별토지가액의 결정은 토지초과이득세, 택지초과소유부담금 또는 개발부담금 산정 등의 기준이 되어 국민의 권리, 의무 내지 법률상 이익에 직접적으로 관계된다고 할 것이고, 따라서 이는 행정소송법 제2조 제1항 제1호 소정의 행정청이 행하는 구체적 사실에 관한 법집행으로서의 공권력행사이어서 행정소송의 대상이 되는 행정처분으로 보아야 할 것이다.[2]

## 조사 대상
공시지가 조사 대상은 두가지로 나뉘게 된다.

### 표준지 공시지가
대한민국 전국의 토지 중, 그 지역을 잘 대표할 수 있는 토지를 골라 표준지 공시지가를 조사ㆍ평가하게 된다. 여기서의 표준지 공시지가는 개별지 공시지가와 토지 보상금의 기준자료가 되게 된다. 표준지 공시지가는 감정 평가사에게 조사ㆍ평가를 의뢰하게 된다. 감정 평가사는 토지 소유자와 관계 관청의 의견을 듣고 감정, 평가 하게 되며, 각 관계 관청의 토지 평가 위원회와 중앙 토지 평가 위원회의 심의, 토론을 거쳐 국토교통부장관이 공시한다.

### 개별지 공시지가
시장,군수,구청장이 결정,고시하는 개별지 공시지가는 표준지 공시지가와 다르게 모든 토지의 공시지가를 산정하는 제도로, 세금을 산정하는 기초자료로 활용된다. 열람은 해당 토지가 속한 시·군·구에서 가능하며 이의가 있는 토지 소유자와 이해 관계자는 개별공시지가를 공시한 날로부터 30일 이내에 대한민국 국토교통부에 이의를 신청할 수 있다.

## 같이 보기
- 과세 표준